# Município de Washington (condado de Darke, Ohio)
O município de Washington (em inglês: Washington Township) é um município localizado no condado de Darke no estado estadounidense de Ohio. No ano de 2010 tinha uma população de 1.325 habitantes e uma densidade populacional de 16,16 pessoas por km².

## Geografia
O município de Washington encontra-se localizado nas coordenadas 40° 07′ 47″ N, 84° 45′ 37″ O. Segundo a Departamento do Censo dos Estados Unidos, o município tem uma superfície total de 82 km², da qual 81,8 km² correspondem a terra firme e (0,24 %) 0,19 km² é água.

## Demografia
Segundo o censo de 2010, tinha 1.325 habitantes residindo no município de Washington. A densidade populacional era de 16,16 hab./km². Dos 1.325 habitantes, o município de Washington estava composto pelo 97,81 % brancos, o 0,91 % eram afroamericanos, o 0,38 % eram amerindios, o 0,53 % eram asiáticos e o 0,38 % eram de uma mistura de raças. Do total da população o 1,66 % eram hispanos ou latinos de qualquer raça.